# Sự nghiệp diễn xuất của Woranut Bhirombhakdi
Dưới đây là danh sách các phim đã đóng của Woranut Bhirombhakdi.

## Danh sách phim

### Phim truyền hình

#### Năm 1998
- Pob Pee Fah (Ch 7 1998) với Nott Nuti Khemayotin
- King Pai (Ch 7 1998) với Bee Swiss Petvisetsiri
- E-Sa (Nước mắt hồng nhan) (Ch 7 1998) với Wut Asadawut Lerngsoontorn

#### Năm 1999
- Nang Kwak (Ch 7 1999) với Oh Warut Woratam
- Sao Noi Roy Maya (Ch 7 1999) với Wave Sarin Bangyeekan
- Ruk Tem Roy (Ch 7 1999) với Kade Tarntup
- Pitsawat Onlaweng (Ch 7 1999) với  Kade Tarntup

#### Năm 2000
- Rak Nakara (Ch 7 2000) với Brook Danuporn Punnakun & Aum Patcharapa Chaichue
- Kae Erm (Ch 7 2000) với Bee Swiss Petvisetsiri

#### Năm 2001
- Ton Rak (Ch 7 2001) với Kade Tarntup
- No Rah (Ch 7 2001) với Kade Tarntup
- Sed Thee Teen Plao (Ch 7 2001) với Arnus Rapanich

#### Năm 2002
- Krai Kum Node (Ch 7 2002)  với Kade Tarntup
- Jom Jone Kon Pa Lok (Ch 7 2002) với Sam Yuranant Pamommontri

#### Năm 2003
- Supabaroot Luke Pu Chai (Ch 7 2003) với Tle Tawan Jarujinda
- Pret Wat Satat (Ch 7 2003) với Ekarat Sarasuk (Ek)
- Mur Puen Por Luk Tit (Ch 7 2003) với Poh Nattawut Skidjai

#### Năm 2004
- Mae Ai Sae Eun (Ch 7 2004) với Vee Veraparb Suparbpaiboon
- Pleng Pa Fa Leng Dao (Ch 7 2004) với Chakrit Yamnarm (Krit)
- Pood Pissawas (Ch 7 2004) với Kade Tarntup

#### Năm 2005
- Ban Roi Dok Mai (Ch 7 2005) với Utsadawut Lerngsuntorn (Woot)
- Fah Krajang Dao (Ch 7 2005) với Poh Nattawut Skidjai

#### Năm 2006
- Kan Lum Khong (Ch 7 2006) với Thana Suttikamul (Oil)
- Duay Rang Hang Ruk (Ch 7 2006) với Patiparn Pataweekarn
- Likit Hua Jai (Ch 7 2006) với Au Panu Suwanno

#### Năm 2007
- Rahut Rissaya (Ch7 2007) với Paul Pattarapol Silapajarn
- Kasanka (Ch 7 2007) với New Wongsakorn Poramathakorn
- Sadtree Tee Lok Luerm (Ch 7 2007) với Thana Suttikamul (Oil)

#### Năm 2008
- Pleng Din Klin Dao (Ch 7 2008) với Cee Siwat Chottichaicharin
- Dao Bpeuan Din (Ch 7 2008) với Vee Veraparb Suparbpaiboon
- Kom Faek (Ch7 2008) với Poh Nattawut Skidjai

#### Năm 2009
- Mae Ying (Ch 7 2009) với Sornram Tappituk (Num)
- Rook Kard (Kom Faek II) (Ch 7 2009) với Poh Nattawut Skidjai

##### Năm 2009+2010
- Kularb Neua Mek (Ch 7 2009/2010) với Stephan Santi Visaboonchai & Aum Patcharapa Chaichue

#### Năm 2010
- Ngao Hua Jai (Ch 7 2010) với New Wongsakorn Poramathakorn

#### Năm 2011
- Kha Khong Khon (Trái tim vô giá) (Ch 7 2011) với Pong Nawat Kulrattanarak
- Sen Tai Salai Sode (Ch.7 2011) với  Vee Veraparb Suparbpaiboon

#### Năm 2013
- Tong Neu Gao (Ch.3 2013) với Poh Nattawut Skidjai
- E-Sa (Nước mắt hồng nhan) (Ch.5 2013) với Pong Nawat Kulrattanarak (chiếu trên Today TV)

#### Hiện tại
- Peun Ruk Peun Rissaya (Ch.3) với Kong Karoon Sosothikul
- Jao Wayha: Fang Nam Jarod Fah (Ch.True4You 2016) (Mãi mãi bên em) với Aum Atichart Chumnanon (chiếu trên TV Star SCTV11)
- Pit Sawat (Mối hận truyền kiếp) (ONE HD) với  Pong Nawat Kulrattanarak (chiếu trên TV Star SCTV11)

### Phim điện ảnh
- Cherm (Mignight My Love)[liên kết hỏng] (2005)
- Perng Marng (The Haunted Drum) Lưu trữ ngày 12 tháng 9 năm 2018 tại Wayback Machine (2007)